# John Eke
John Wicktor Eke (Högby, 12 de março de 1886 – Pennsylvania, 11 de julho de 1964) foi um atleta sueco especializado em provas de cross-country.
Em Estocolmo 1912, ele foi campeão olímpico do cross-country por equipes, junto com os compatriotas Hjalmar Andersson e Josef Ternström e também conquistou a medalha de bronze no cross-country individual.